# Бъзовец (област Монтана)
Вижте пояснителната страница за други значения на Бъзовец.
Бъзовѐц е село в Северозападна България. То се намира в община Вълчедръм, област Монтана

## История
През XIX селото е заселено с татари, които са изселени след Освобождението и то е презаселено през 1886 г. В края на XIX век жителите му са българи, дошли от Румъния.

## Религии
Източно-православна, черква „Св. Успение Богородично“, осветена 1927 г. -->

## Културни и природни забележителности
Имало е старо римско селище в близост до селото, покрай язовира. Иманярите още намират монети.

## Редовни събития
Краят на месец август – събор.